# Tour 66
 (mai 2009).
Si vous disposez d'ouvrages ou d'articles de référence ou si vous connaissez des sites web de qualité traitant du thème abordé ici, merci de compléter l'article en donnant les références utiles à sa vérifiabilité et en les liant à la section « Notes et références ».
Tournées par Johnny Hallyday
Flashback Tour 2006 Jamais seul Tour 2012
Le Tour 66 est une tournée de Johnny Hallyday en 2009, annoncée comme sa dernière grande tournée (mais pas son retrait de la chanson, ni de la scène), après 50 années de carrière musicale. Son nom évoque à la fois la mythique « Route 66 » et en cette année 2009 les 66 ans de l'artiste.

## Déroulement
Tour 66 débute le jeudi 7 mai 2009 au Zénith de Saint-Étienne. Elle a pour point d'orgue les représentations au Stade de France les 29, 30 et 31 mai. Elle se poursuit du 3 juin au 11 juillet dans différents stades. Le 14 juillet, dans le cadre des festivités de la Fête nationale, l'artiste donne un concert gratuit au Champ de Mars. Cette manifestation ressemble plus de 700 000 spectateurs. La première partie de la tournée s'achève du 18 au 23 juillet au Sporting salle des étoiles de Monaco.
Durant la tournée des stades, Christophe Maé joue en première partie, ainsi que Grégoire pour les représentations au Stade de France.
Le second acte du Tour 66 se joue du 25 septembre au 24 novembre, dans une tournée des salles de provinces, en France, en Suisse et en Belgique.
La troisième partie, initialement prévue à partir du 8 janvier 2010 - coup d'envoi au Zénith d'Amiens - avec un final 22 concerts plus tard, à Paris Bercy les 9, 10, 12 et 13 février, sera finalement annulée pour cause de problème de santé de Johnny Hallyday.
Le Tour 66 est l'une des plus grandes tournées organisées en France, elle a attiré plus d'un million de spectateurs. Elle prévoyait une étape à Madagascar et au Vietnam ; ces deux concerts au profit de l'Unicef furent finalement annulés pour des raisons d'organisation et des difficultés extrêmes qu'elles engendraient. Toutefois, Johnny Hallyday chante bien pour l'Unicef durant le Tour 66, lui offrant son cachet lors du concert qu'il donne à Genève en juillet 2009.

## Programme
Ma Gueule - Je m'arrête là (*) - Je veux te graver dans ma vie - Joue pas de rock'n'roll pour moi - Medley Rock'n'Roll (Je suis né dans la rue - Fils de personne - Elle est terrible) (*) - Dégage - Diego libre dans sa tête - Ça peut changer le monde - Excuse moi partenaire - J'ai oublié de vivre (*) - Marie - Que je t'aime - Gabrielle - Unchained Melody-Les enchaînés (en duo avec Amy Keys (en)) - (Born To Be Wild - intermède choristes) - Allumer le feu - Sang pour sang (**) - Requiem pour un fou - Le Pénitencier - La fille de l'été dernier - Blue Suede Shoes - That's All Right Mama - La terre Promise - I Got a Woman - Quelque chose de Tennessee - Medley Rythm'n' Blues (Les Coups - Noir c'est noir - Je suis seul - Aussi Dur que du bois - Jusqu'à minuit) - Hey Joe (*) - Derrière l'amour - Le Bon Temps du rock and roll - La musique que j'aime - L'envie - Ça n'finira jamais - Et maintenant.
Notes : 
1. Les titres marqués d'un * n'ont été interprétés qu'en tout début de la tournée, ils n'étaient déjà plus au programme des représentations au Stade de France).
2. ** Sang pour sang est chanté en duo avec David Hallyday (également à la batterie sur Allumer le feu), au Stade de France les 29 et 30 mai, le 14 juillet à la Tour Eiffel, ainsi que dans certains stades en province.
3. Les 29 et 30 mai au Stade de France, Sylvie Vartan est en duo avec Hallyday sur Le Bon Temps du rock and roll.

## Autour du spectacle
- La mise en scène est de Bernard Schmitt.
- Le décor  comprend  :
  - Quatre statues métalliques de créatures à têtes d'aigles au corps hermaphrodites.
  - Une tête d'aigle, dont les yeux lancent des éclats de lumières rouges, en haut et au centre domine la scène.
  - Des machines articulées font se mouvoir des écrans vidéos au-dessus de la scène, permettant la visualisation en direct des protagonistes.
  - Pour une séquence unplugged, via une passerelle en demi cercle reliée à la scène centrale, le chanteur et ses musiciens gagnent une petite scène au centre de la pelouse.

- Les lumières sont de Jacques Rouveyrollis
- Le spectacle est produit par Jean-Claude Camus

## Musiciens
- Philippe Uminski : direction musicale, arrangements et guitare acoustique
- Robin Le Mesurier : guitare
- Clint Walsh : guitare
- Laurent Vernerey : basse
- Maxime Garoute : batterie
- Greg Zlap : harmonica
- Brad Cole : piano
- Johan Dalgaard : claviers
- Amy Keys (en) : chœurs
- Nayanna Holley : chœurs
- Alain Couture : chœurs et guitare acoustique

Cuivres The Vine Street Hones :
- Harry Kim : trompette
- Arturo Velasco : tombone
- George Philipp Shelby : saxophone ténor
- Ernie Fields, Jr : saxophone baryton

## Dates
| Europe            |                  |          |                            |
| Date              | Ville            | Pays     | Lieu                       |
| 7 mai 2009        | Saint-Étienne    | France   | Zénith de Saint-Étienne    |
| 8 mai 2009        | Saint-Étienne    | France   | Zénith de Saint-Étienne    |
| 9 mai 2009        | Saint-Étienne    | France   | Zénith de Saint-Étienne    |
| 10 mai 2009       | Saint-Étienne    | France   | Zénith de Saint-Étienne    |
| 12 mai 2009       | Saint-Étienne    | France   | Zénith de Saint-Étienne    |
| 13 mai 2009       | Saint-Étienne    | France   | Zénith de Saint-Étienne    |
| 15 mai 2009       | Saint-Étienne    | France   | Zénith de Saint-Étienne    |
| 16 mai 2009       | Saint-Étienne    | France   | Zénith de Saint-Étienne    |
| 19 mai 2009       | Bruxelles        | Belgique | Forest National            |
| 20 mai 2009       | Bruxelles        | Belgique | Forest National            |
| 22 mai 2009       | Bruxelles        | Belgique | Forest National            |
| 23 mai 2009       | Bruxelles        | Belgique | Forest National            |
| 28 mai 2009       | Paris            | France   | Stade de France            |
| 29 mai 2009       | Paris            | France   | Stade de France            |
| 30 mai 2009       | Paris            | France   | Stade de France            |
| 31 mai 2009       | Paris            | France   | Stade de France            |
| 3 juin 2009       | Sochaux          | France   | Stade Auguste-Bonal        |
| 6 juin 2009       | Metz             | France   | Stade Saint-Symphorien     |
| 9 juin 2009       | Lens             | France   | Stade Félix-Bollaert       |
| 12 juin 2009      | Le Havre         | France   | Stade Jules-Deschaseaux    |
| 16 juin 2009      | Nantes           | France   | Stade de la Beaujoire      |
| 17 juin 2009      | Nantes           | France   | Stade de la Beaujoire      |
| 20 juin 2009      | Bordeaux         | France   | Stade Chaban-Delmas        |
| 24 juin 2009      | Lyon             | France   | Stade de Gerland           |
| 1er juillet 2009  | Grenoble         | France   | Stade des Alpes            |
| 4 juillet 2009    | Genève           | Suisse   | Stade de Genève            |
| 8 juillet 2009    | Béziers          | France   | Stade de la Méditerranée   |
| 11 juillet 2009   | Marseille        | France   | Stade Vélodrome            |
| 14 juillet 2009   | Paris            | France   | Champ-de-Mars              |
| 18 juillet 2009   | Monaco           | Monaco   | Sporting Monte-Carlo       |
| 19 juillet 2009   | Monaco           | Monaco   | Sporting Monte-Carlo       |
| 21 juillet 2009   | Monaco           | Monaco   | Sporting Monte-Carlo       |
| 22 juillet 2009   | Monaco           | Monaco   | Sporting Monte-Carlo       |
| 23 juillet 2009   | Monaco           | Monaco   | Sporting Monte-Carlo       |
| 20 septembre 2009 | La Réunion       | France   | Stade Jean-Ivoula          |
| 25 septembre 2009 | Lille            | France   | Zénith de Lille            |
| 27 septembre 2009 | Nancy            | France   | Zénith de Nancy            |
| 29 septembre 2009 | Bruxelles        | Belgique | Forest National            |
| 30 septembre 2009 | Bruxelles        | Belgique | Forest National            |
| 2 octobre 2009    | Bruxelles        | Belgique | Forest National            |
| 3 octobre 2009    | Bruxelles        | Belgique | Forest National            |
| 4 octobre 2009    | Bruxelles        | Belgique | Forest National            |
| 7 octobre 2009    | Strasbourg       | France   | Zénith de Strasbourg       |
| 8 octobre 2009    | Strasbourg       | France   | Zénith de Strasbourg       |
| 10 octobre 2009   | Dijon            | France   | Zénith de Dijon            |
| 11 octobre 2009   | Dijon            | France   | Zénith de Dijon            |
| 12 octobre 2009   | Dijon            | France   | Zénith de Dijon            |
| 16 octobre 2009   | Montbéliard      | France   | L'Axone Montbéliard        |
| 18 octobre 2009   | Nice             | France   | Palais Nikaia              |
| 19 octobre 2009   | Montpellier      | France   | Zénith de Montpellier      |
| 20 octobre 2009   | Montpellier      | France   | Zénith de Montpellier      |
| 22 octobre 2009   | Lyon             | France   | Halle Tony-Garnier         |
| 24 octobre 2009   | Marseille        | France   | Le Dôme                    |
| 27 octobre 2009   | Genève           | Suisse   | Palexpo-Arena              |
| 28 octobre 2009   | Genève           | Suisse   | Palexpo-Arena              |
| 30 octobre 2009   | Amnéville        | France   | Galaxie                    |
| 31 octobre 2009   | Épernay          | France   | Le Millesium               |
| 2 novembre 2009   | Le Mans          | France   | Antares                    |
| 3 novembre 2009   | Orléans          | France   | Zénith d'Orléans           |
| 5 novembre 2009   | Limoges          | France   | Zénith de Limoges          |
| 6 novembre 2009   | Limoges          | France   | Zénith de Limoges          |
| 8 novembre 2009   | Angoulême        | France   | Parc des Expositions       |
| 10 novembre 2009  | Bordeaux         | France   | Patinoire de Mériadeck     |
| 11 novembre 2009  | Bordeaux         | France   | Patinoire de Mériadeck     |
| 13 novembre 2009  | Toulouse         | France   | Zénith de Toulouse         |
| 14 novembre 2009  | Pau              | France   | Zénith de Pau              |
| 16 novembre 2009  | Toulouse         | France   | Zénith de Toulouse         |
| 17 novembre 2009  | Toulouse         | France   | Zénith de Toulouse         |
| 19 novembre 2009  | Angers           | France   | Amphitéa                   |
| 21 novembre 2009  | Clermont-Ferrand | France   | Zénith de Clermont-Ferrand |
| 22 novembre 2009  | Clermont-Ferrand | France   | Zénith de Clermont-Ferrand |
| 24 novembre 2009  | Orléans          | France   | Zénith d'Orléans           |